# Somali Yacht Club
Somali Yacht Club ist eine 2010 gegründete ukrainische Rockband aus Lwiw. Sie steht bei Season of Mist unter Vertrag und spielt eine Mischung aus Stoner Rock, Psychedelic Rock und Post-Metal.

## Bandgeschichte
Im Jahr 2010 fanden sich Sänger und Gitarrist Ihor Pryshliak, Bassist Artur Savluk und Schlagzeuger Lesyk Mahula in Lwiw über ein Forum für Musiker zu gemeinsamen Jam-Sessions zusammen. Nach einigen Proben beschloss das Trio, sich als feste Band zu formieren. Der Name Somali Yacht Club entstand unter dem Eindruck eines Berichts über somalische Piraten und soll die Diskrepanz zwischen der Piraterie in armen Ländern und dem entspannten Leben reicher Menschen in Yachtclubs widerspiegeln. Beeinflusst wurden die Musiker von Gruppen wie Weedeater, Down und Electric Wizard. Im August 2011 erschien die erste EP Sandsongs, gefolgt 2013 von der weiteren EP Desert Wall, beide im Eigenverlag. Das Debütalbum The Sun erschien 2014 beim deutschen Independent-Label Bilocation Records. Nach dem 2018 veröffentlichten zweiten Album The Sea absolvierte die Band zusammen mit der Kiewer Band Straytones Auftritte in europäischen Ländern wie Griechenland, Ungarn, Deutschland, Österreich und Großbritannien sowie in Australien. Daran schloss sich eine Tournee mit Stoned Jesus im Vorprogramm von My Sleeping Karma an, 2019 spielte die Band auf dem Festival Stoned From the Underground. Anfang 2021 unterschrieb Somali Yacht Club einen Vertrag beim französischen Label Season of Mist, das zunächst die beiden ersten Studioalben wiederveröffentlichte.
Am 22. April 2022 wurde das dritte Studioalbum The Space veröffentlicht. Die Gewinne aus dem Album und weiteren Veröffentlichungen der Band sollen auf Grund des Überfalls Russlands auf die Ukraine 2022 ohne weitere Abzüge durch das Plattenlabel den Mitgliedern von Somali Yacht Club und ihren Familien zugutekommen. Die Band selber kündigte an, dass sie alle von ihr im Laufe des Jahres 2022 erzielten Gewinne an Hilfsorganisationen in der Ukraine weitergeben wird.

## Diskografie
- 2011: Sandsongs (EP, Eigenverlag)
- 2013: Desert Walls (EP, Eigenverlag)
- 2014: The Sun (Studioalbum, Bilocation Records)
- 2015: Sun′s Eye (Digital-Single, Eigenverlag)
- 2018: The Sea (Studioalbum, Bilocation Records)
- 2022: The Space (Studioalbum, Season of Mist)

## Belege
1. ↑  Mindaugas Peleckis: Psychedelic rock from Lviv – Somali Yacht Club. In: radikaliai! 10. Oktober 2014, abgerufen am 10. März 2022 (englisch).
2. ↑  Yurii Somov: "We will never repeat 'The Sun'": Interview with Somali Yacht Club. In: Noizr. 15. Februar 2019, abgerufen am 10. März 2022 (englisch).
3. ↑  Somali Yacht Club Sign to Season of Mist. Season of Mist, 2. März 2021, abgerufen am 10. März 2022 (englisch).
4. ↑  Season of Mist To Donate 100% Of Selected Items To Ukrainian Artists. Season of Mist, 1. März 2022, abgerufen am 29. März 2022 (englisch).
5. ↑  Bojan Bidovc: Ukrainian psychedelic stoner/post-rockers Somali Yacht Club stream their brand new single »Pulsar«. In: Doomed Nation. Abgerufen am 29. März 2022 (englisch).